# La Forclaz
La Forclaz é uma comuna francesa na região administrativa de Auvérnia-Ródano-Alpes, no departamento da Alta Saboia. Estende-se por uma área de 4.04 km². Em 2010 a comuna tinha 236 habitantes (densidade: 58,4 hab./km²).